# خوان کارلوس کاردناس
خوان کارلوس کاردناس (انگلیسی: Juan Carlos Cárdenas; ۲۵ ژوئیهٔ ۱۹۴۵ – ۳۰ مارس ۲۰۲۲) بازیکن فوتبال اهل آرژانتین بود.
از باشگاه‌هایی که در آن بازی کرده‌است می‌توان به باشگاه فوتبال راسینگ کلوب آویاندا اشاره کرد.
وی همچنین در تیم ملی فوتبال آرژانتین بازی کرده‌است.